# 水球男子日本代表
水球男子日本代表（すいきゅうだんしにほんだいひょう）は、日本水泳連盟により国際大会に派遣される男子水球のナショナルチームである。愛称はPoseidon Japan（ポセイドン・ジャパン）。

## 成績

### オリンピック
- 1900年 — 不出場
- 1904年 — 不出場
- 1908年 — 不出場
- 1912年 — 不出場
- 1920年 — 不出場
- 1924年 — 不出場
- 1928年 — 不出場
- 1932年 — 4位
- 1936年 — 1次ラウンド
- 1948年 — 不出場

- 1952年 — 不出場
- 1956年 — 不出場
- 1960年 — 1次ラウンド
- 1964年 — 1次ラウンド
- 1968年 — 12位
- 1972年 — 15位
- 1976年 — 不出場
- 1980年 — 不出場
- 1984年 — 11位
- 1988年 — 不出場

- 1992年 — 不出場
- 1996年 — 不出場
- 2000年 — 不出場
- 2004年 — 不出場
- 2008年 — 不出場
- 2012年 — 不出場
- 2016年 — 12位
- 2020年 — 10位
- 2024年 —

### 世界選手権
2011年大会で初の決勝トーナメント進出を果たした。
- 1973年 — 不出場
- 1975年 — 不出場
- 1978年 — 不出場
- 1982年 — 不出場
- 1986年 — 不出場
- 1991年 — 不出場
- 1994年 — 不出場
- 1998年 — 不出場
- 2001年 — 16位
- 2003年 — 15位

- 2005年 — 14位
- 2007年 — 16位
- 2009年 — 不出場
- 2011年 — 11位
- 2013年 —
- 2015年 — 13位
- 2017年 — 10位
- 2019年 — 11位
- 2022年 — 9位
- 2023年 — 11位

### FINAワールドリーグ
- 2002年 — 不出場
- 2003年 — 不出場
- 2004年 — 不出場
- 2005年 — 不出場
- 2006年 — 予選ラウンド
- 2007年 — 予選ラウンド
- 2008年 — 予選ラウンド
- 2009年 — ファイナル7位
- 2010年 — 予選ラウンド
- 2011年 — 予選ラウンド

- 2012年 — 予選ラウンド
- 2013年 — ファイナル7位[1]
- 2014年 — 予選ラウンド[2]
- 2015年 — 予選ラウンド[3]
- 2016年 — 6位[4]
- 2017年 — 8位
- 2018年 — 4位
- 2019年 — 6位
- 2021年 — 5位

### アジア選手権
- 2005年 - 準優勝
- 2009年 - 3位
- 2012年 - 3位
- 2015年 - 優勝 (リオ五輪アジア大陸予選を兼ねる)
- 2016年 - 優勝
- 2018年 - 準優勝

### アジア競技大会
- 1951年 -
- 1954年 - 準優勝
- 1958年 - 優勝
- 1962年 - 優勝
- 1966年 - 優勝
- 1970年 - 優勝
- 1974年 - 3位
- 1978年 - 準優勝
- 1982年 - 準優勝
- 1986年 -

- 1990年 - 準優勝
- 1994年 - 3位
- 1998年 - 4位
- 2002年 - 準優勝
- 2006年 - 準優勝
- 2010年 - 3位
- 2014年 - 準優勝
- 2018年 - 準優勝
- 2022年 - 優勝